# Palazzo Pojana

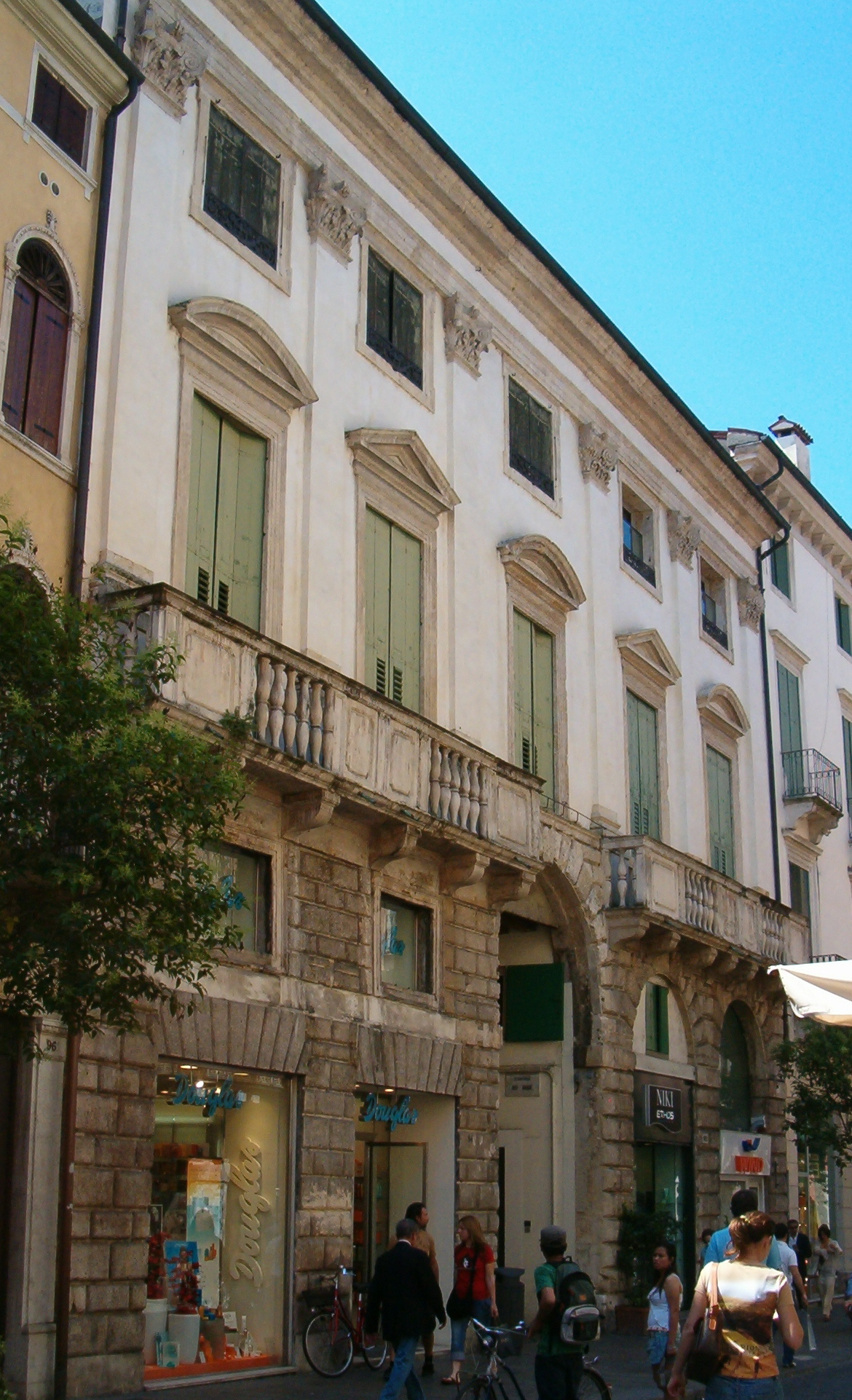
Fachada do Palazzo Pojana.

O Palazzo Pojana, também escrito como Palazzo Poiana, é um palácio situado no Corso Palladio em Vicenza, atribuido ao arquitecto Andrea Palladio, que o terá projectado cerca de 1540.

## História e arquitectura

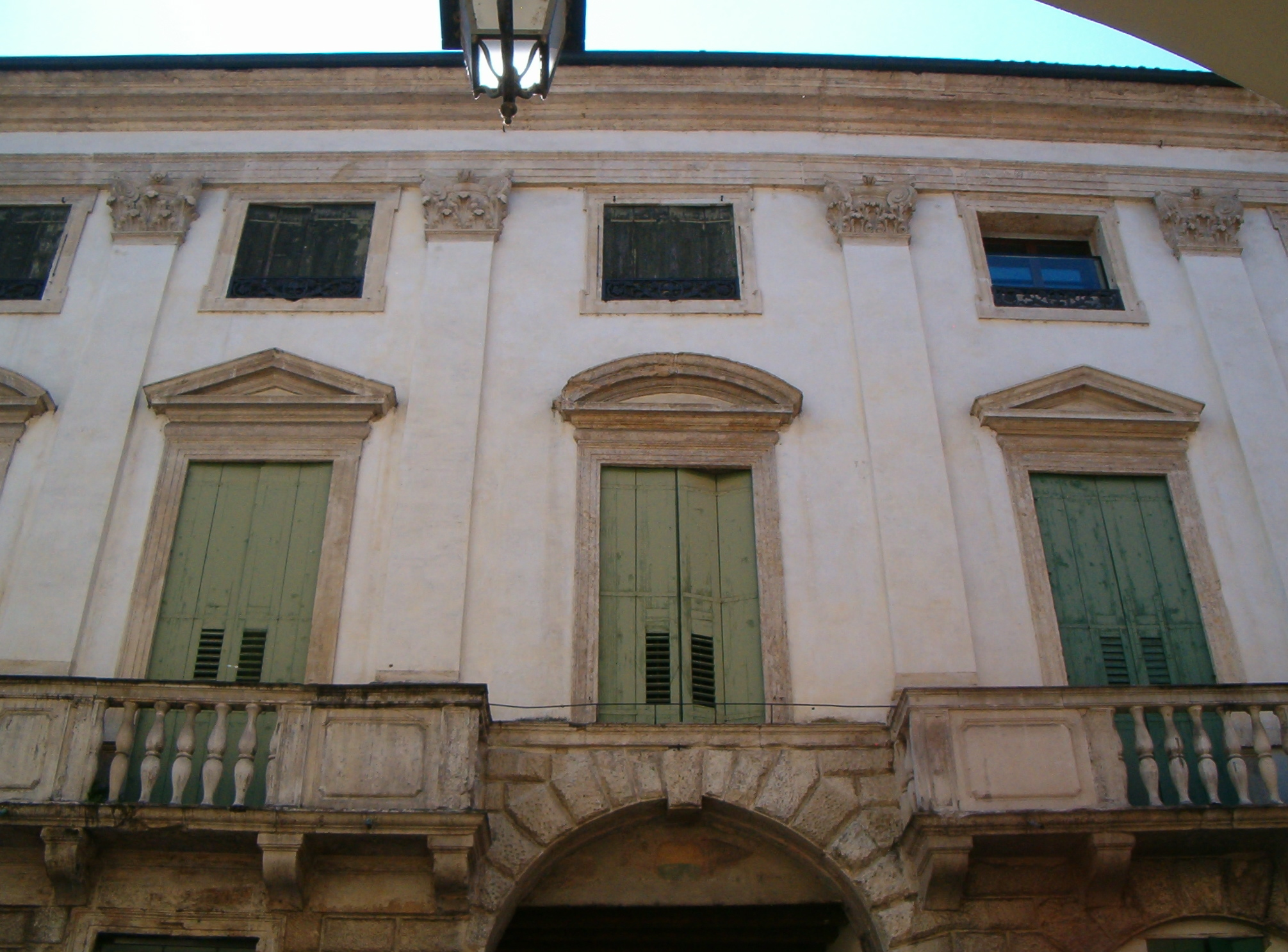
Detalhe da fachada.

O palácio como se vê hoje nasce da união de duas unidades construtivas separadas pela ruela Do Rode (Due Ruote - duas rodas), provavelmente realizada em 1566, na sequência dum pedido de Vincenzo Pojana à Comuna de Vicenza feito em 1561.
A atribuição a Palladio não se funda em provas documentárias nem em desenhos autografados, mas sim na evidência da qualidade arquitectónica da articulação do andar nobre (piano nobile), com uma ordem que abraça dois pisos, assim como no desenho das particularidades, como os elegantíssimos e carnudos capiteis compósitos e o entablamento. Todavia, elementos como as pilastras privadas de entasis (a característica protuberância que culmina a um terço da altura) pouco se coadunam à linguagem palladiano da década de 1560, ao ponto de fazer pensar que o desenho da porção esquerda do palácio seja fruto dum projecto juvenil de Palladio, depois alargado ao edifício confinante na década de 1560, quando Pojana decide aumentar a sua casa. Isto também explicaria as diferenças na configuração da zona da base nas duas metades do edifício.